# Amomum
Amomum är ett släkte av enhjärtbladiga växter. Amomum ingår i familjen Zingiberaceae.

## Bildgalleri

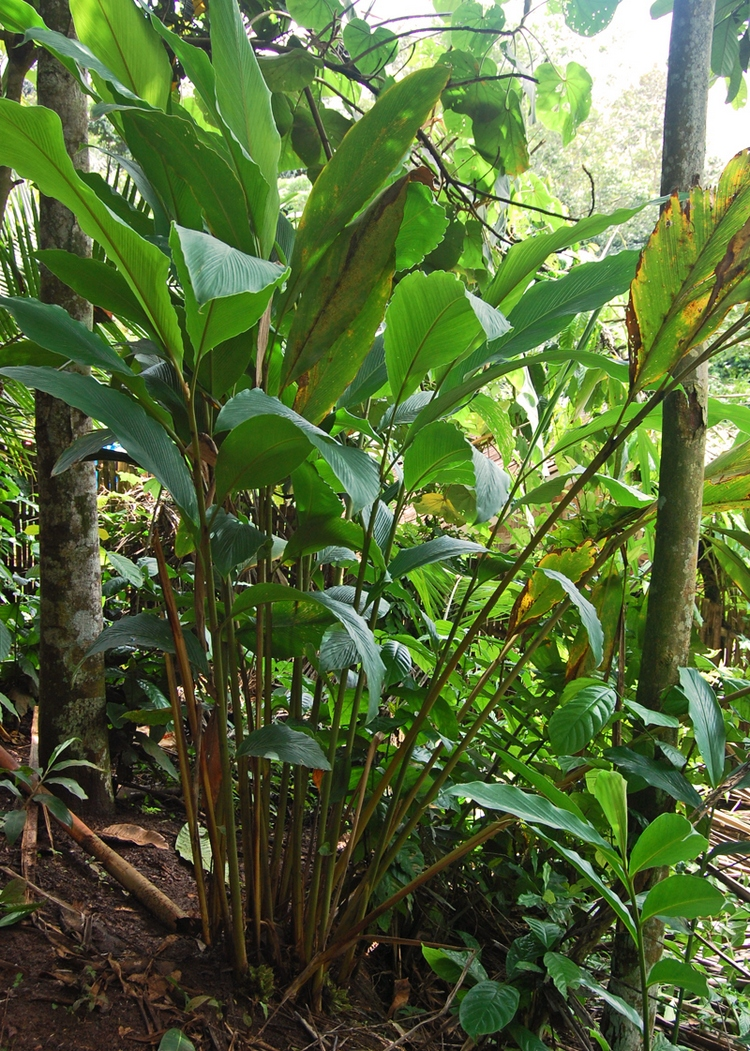
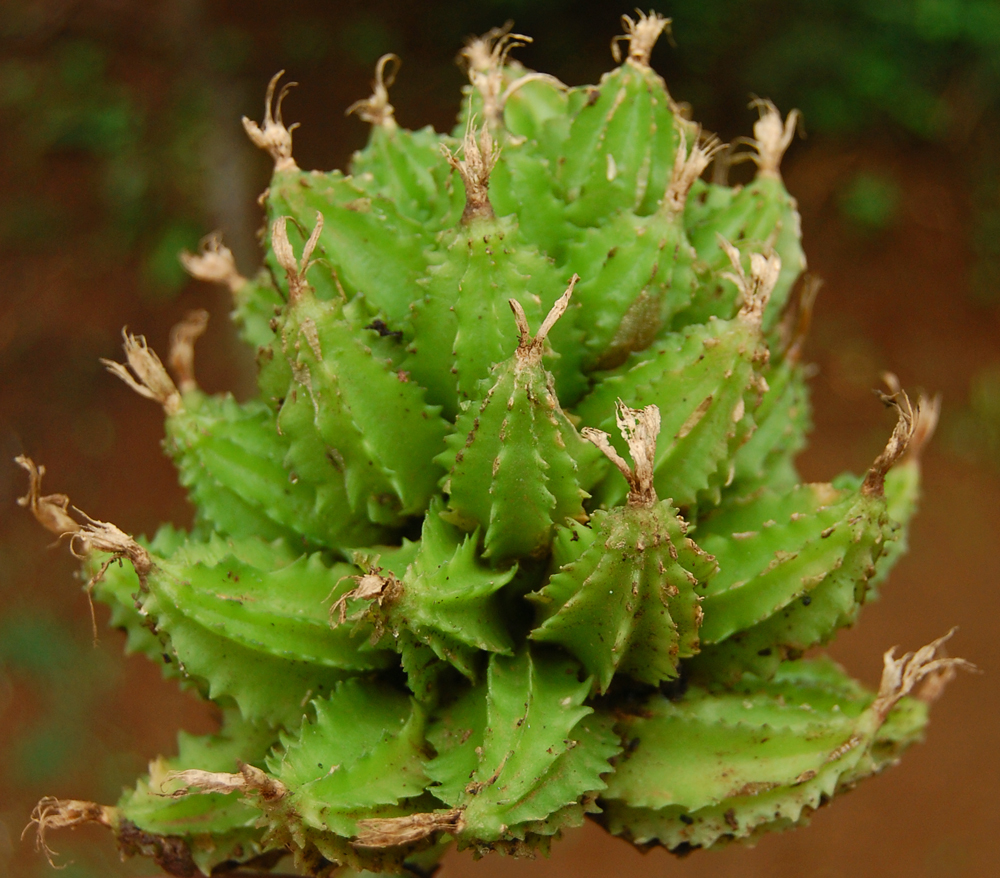
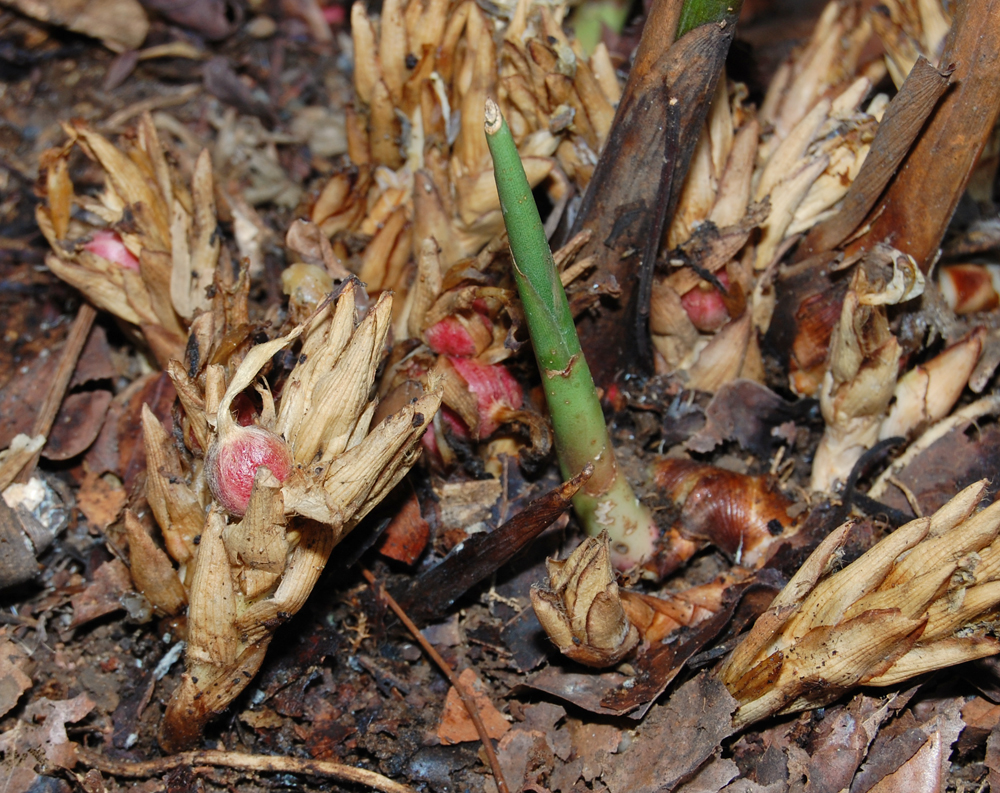
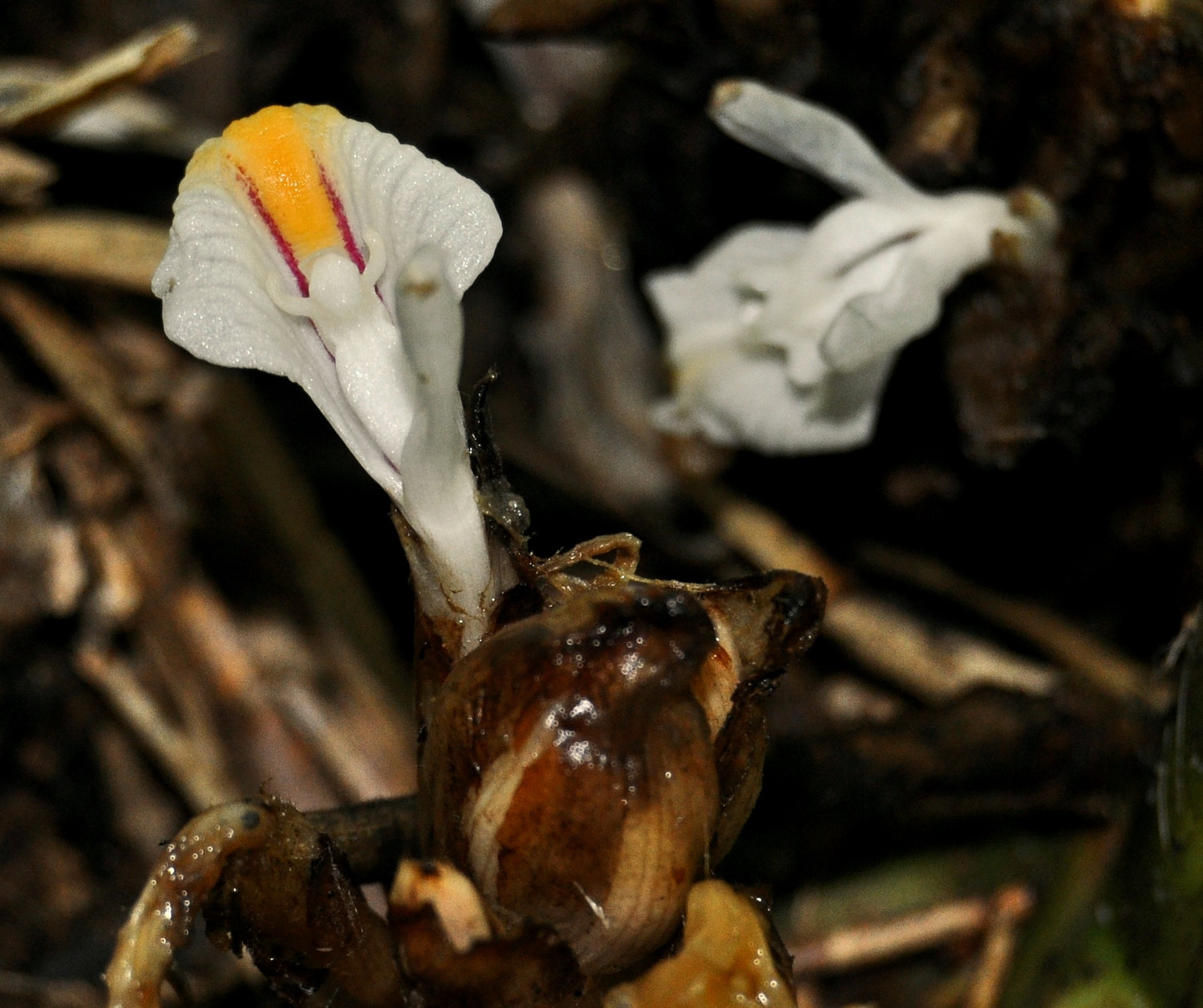
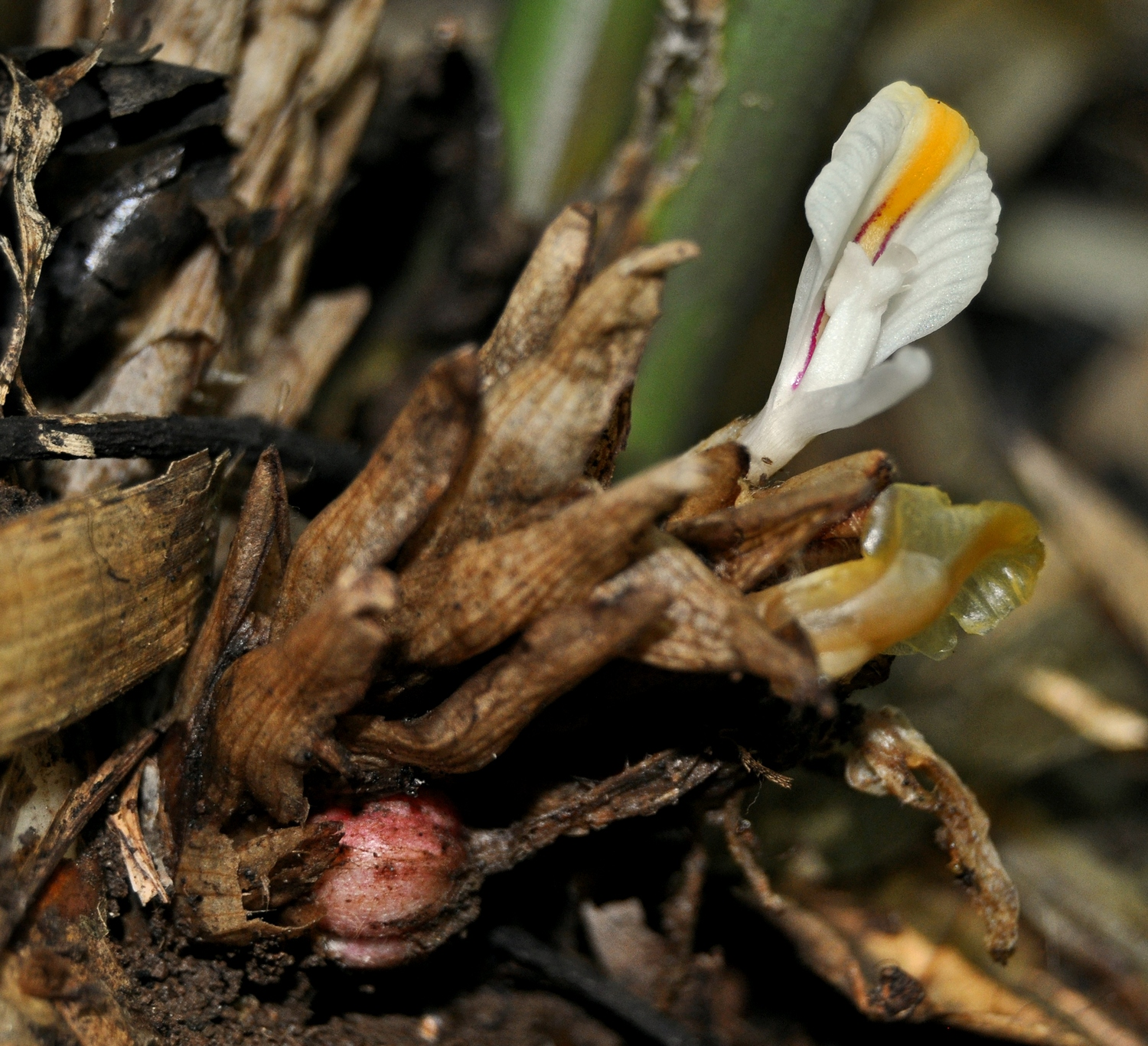
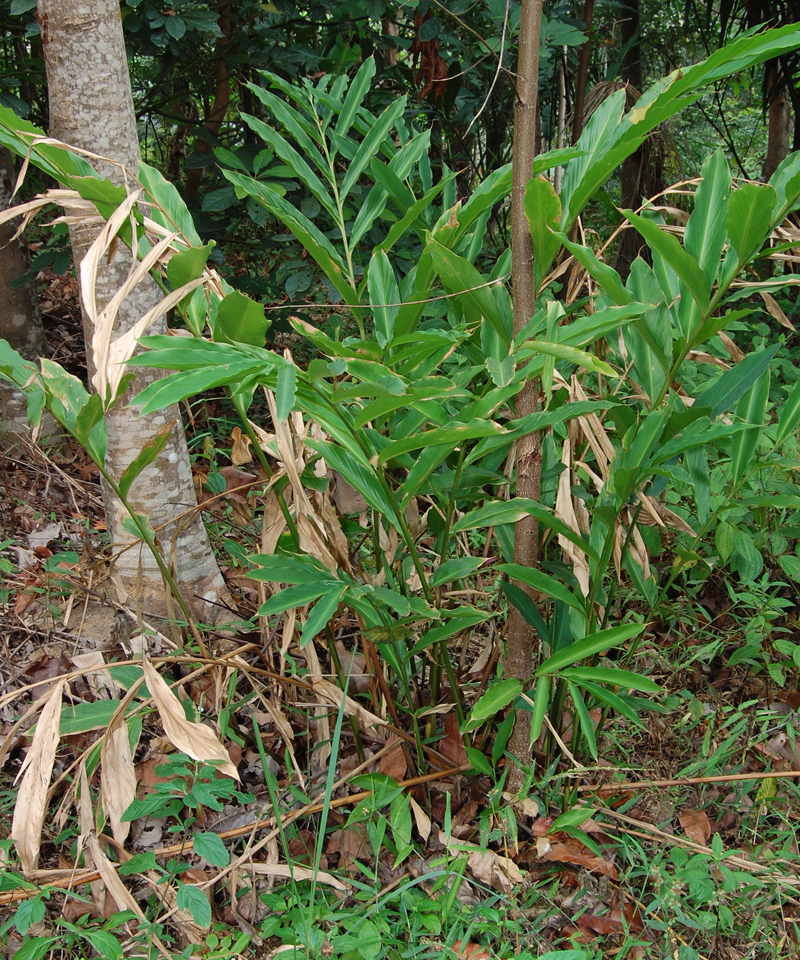

## Dottertaxa tillAmomum, i alfabetisk ordning[1]
- Amomum acre
- Amomum aculeatum
- Amomum acuminatum
- Amomum alborubellum
- Amomum angustipetalum
- Amomum anomalum
- Amomum apiculatum
- Amomum aquaticum
- Amomum argyrophyllum
- Amomum aromaticum
- Amomum austrosinense
- Amomum benthamianum
- Amomum bicorniculatum
- Amomum bicornutum
- Amomum biflorum
- Amomum bilabiatum
- Amomum blumeanum
- Amomum borealiborneense
- Amomum borneense
- Amomum botryoideum
- Amomum brachychilus
- Amomum brachypodanthum
- Amomum bulusanense
- Amomum burttii
- Amomum calophrys
- Amomum calyptratum
- Amomum cannicarpum
- Amomum capsiciforme
- Amomum centrocephalum
- Amomum cephalotes
- Amomum cerasinum
- Amomum chaunocephalum
- Amomum chinense
- Amomum citrinum
- Amomum compactum
- Amomum conoideum
- Amomum coriaceum
- Amomum coriandriodorum
- Amomum corynostachyum
- Amomum cylindraceum
- Amomum dallachyi
- Amomum deorianum
- Amomum deuteramomum
- Amomum dictyocoleum
- Amomum dimorphum
- Amomum dolichanthum
- Amomum durum
- Amomum echinatum
- Amomum echinocarpum
- Amomum elegans
- Amomum elephantorum
- Amomum epiphyticum
- Amomum flavidulum
- Amomum flavoalbum
- Amomum flavorubellum
- Amomum fragile
- Amomum fulviceps
- Amomum gagnepainii
- Amomum garoense
- Amomum ghaticum
- Amomum glabrum
- Amomum globba
- Amomum gracile
- Amomum gramineum
- Amomum graminifolium
- Amomum gymnopodum
- Amomum gyrolophos
- Amomum hansenii
- Amomum hastilabium
- Amomum hedyosmum
- Amomum hirticalyx
- Amomum hochreutineri
- Amomum holmesii
- Amomum hypoleucum
- Amomum irosinense
- Amomum jainii
- Amomum jingxiense
- Amomum kinabaluense
- Amomum kingii
- Amomum koenigii
- Amomum kwangsiense
- Amomum lacteum
- Amomum lambirense
- Amomum laoticum
- Amomum lappaceum
- Amomum laxisquamosum
- Amomum lepicarpum
- Amomum ligulatum
- Amomum linearifolium
- Amomum loheri
- Amomum longiligulare
- Amomum longipedunculatum
- Amomum longipetiolatum
- Amomum lophophorum
- Amomum luteum
- Amomum luzonense
- Amomum macrodons
- Amomum macroglossa
- Amomum masticatorium
- Amomum maximum
- Amomum menglaense
- Amomum mengtzense
- Amomum micranthum
- Amomum microcarpum
- Amomum microcheilum
- Amomum mindanaense
- Amomum molle
- Amomum muricarpum
- Amomum muricatum
- Amomum nemorale
- Amomum neoaurantiacum
- Amomum ochreum
- Amomum odontocarpum
- Amomum oliganthum
- Amomum ovoideum
- Amomum padangense
- Amomum palawanense
- Amomum paratsaoko
- Amomum pauciflorum
- Amomum paucifolium
- Amomum pausodipsus
- Amomum pellitum
- Amomum petaloideum
- Amomum pierreanum
- Amomum propinquum
- Amomum pterocarpum
- Amomum pubescens
- Amomum pubimarginatum
- Amomum pungens
- Amomum purpureorubrum
- Amomum putrescens
- Amomum quadratolaminare
- Amomum queenslandicum
- Amomum repoeense
- Amomum rivale
- Amomum robertsonii
- Amomum roseisquamosum
- Amomum sarasinorum
- Amomum scarlatinum
- Amomum sceletescens
- Amomum schlechteri
- Amomum sericeum
- Amomum siamense
- Amomum somniculosum
- Amomum spiceum
- Amomum squarrosum
- Amomum staminidivum
- Amomum stenocarpum
- Amomum stenophyllum
- Amomum subcapitatum
- Amomum subulatum
- Amomum sumatrense
- Amomum tephrodelphys
- Amomum terminale
- Amomum testaceum
- Amomum thysanochililum
- Amomum tomrey
- Amomum trachycarpum
- Amomum trianthemum
- Amomum trichanthera
- Amomum trichostachyum
- Amomum truncatum
- Amomum tsao-ko
- Amomum tuberculatum
- Amomum uliginosum
- Amomum utriculosum
- Amomum warburgianum
- Amomum warburgii
- Amomum vermanum
- Amomum verrucosum
- Amomum vespertilio
- Amomum vestitum
- Amomum villosum
- Amomum xanthophlebium
- Amomum yingjiangense
- Amomum yunnanense